# Roata Mică, Giurgiu
Roata Mică (în trecut, Zgaia) este un sat în comuna Roata de Jos din județul Giurgiu, Muntenia, România.